# Scymnus calaveras
Scymnus calaveras är en skalbaggsart som beskrevs av Thomas Casey 1899. Scymnus calaveras ingår i släktet Scymnus och familjen nyckelpigor. Inga underarter finns listade i Catalogue of Life.